# موانئ أبو ظبي
موانئ أبوظبي رسميا شركة أبوظبي للموانئ تم تأسيسها في مارس 2006 بموجب المرسوم الأميري رقم 6 والمطور الرئيسي للموانئ والمناطق الصناعية في أبو ظبي. تم تشكيل موانئ أبو ظبي كجزء من إعادة هيكلة قطاع الموانئ التجارية في الإمارة وأعطيت سيطرة وسلطة الإنفاذ التنظيمية على جميع أصول الموانئ التجارية المملوكة سابقا من قبل هيئة أبو ظبي للموانئ. افتتح ميناء خليفة في سبتمبر 2012 جنبا إلى جنب مع تطوير مدينة خليفة الصناعية وهي إنجازات كبرى للموانئ أبوظبي حتى الآن. من خلال تخطيط وتطوير الموانئ والمناطق الصناعية فإن الشركة لا تزال تلعب دورا حيويا في دفع النمو الاقتصادي في إمارة أبو ظبي.

## العمليات
موانئ أبو ظبي هي المطور الرئيسي ومدير الموانئ والمناطق الصناعية في أبو ظبي. تدير أحد عشر ميناء خدماتي ولوجستي ومجتمعي وترفيهي بما في ذلك ميناء خليفة الرئيسي للدولة. كما تقوم بتطوير مدينة خليفة الصناعية التي تقع بالقرب من ميناء خليفة. تقدم مجموعة من الخدمات اللوجستية والصناعات التحويلية للمستثمرين ومقدر تنمو لتصبح إحدى أكبر المناطق الصناعية في العالم. بحلول عام 2030 من المتوقع أن تساهم مدينة خليفة الصناعية وميناء خليفة بما يصل إلى 15٪ من الناتج المحلي الإجمالي غير النفطي للإمارة. تطوير المرحلة الأولى من هذا العملاق يعكس حجم الإستثمار البالغ 26.5 مليار درهم إماراتي (7.2 مليار دولار أمريكي) الذي وصف بأنه «أحد أكثر المشاريع أهمية في اقتصاد أبو ظبي».

## الموانئ الأخرى
موانئ أبو ظبي تدير كل الموانئ التجارية والخدماتية واللوجستية والمجتمعية والترفيهية في إمارة أبو ظبي بما في ذلك ميناء زايد والميناء الحر وميناء مصفح وخمسة موانئ ضمن موانئ المنطقة الغربية التي تدعم الصناعة المحلية وصيد الأسماك والسياحة والخدمات اللوجستية والأنشطة الترفيهية. تدير أيضا قناة مصفح الجديدة التي تربط بين ميناء مصفح والبحر.
في السابع من نوفمبر 2023 صرح رئيس قطاع الموانئ في مجموعة موانئ أبوظبي، سيف المزروعي، إنه سيتم التوقيع النهائي على عقود إدارة وتشغيل ميناء سفاجا بمصر خلال أسابيع ولمدة 30 عاما.

## المسؤوليات
موانئ أبو ظبي مسؤولة عن ضمان كفاءة العمليات عبر الموانئ التجارية في إمارة أبوظبي.
تحت اختصاصها صيانة وتحديث وتطوير جميع الموانئ التي تقع تحت مسئوليتها.

## ميناء خليفة
ميناء خليفة لديه قدرة في المرحلة الأولى تبلغ 2.5 مليون حاوية و12 مليون طن من البضائع العامة سنويا والقدرة المتوقع سترتفع إلى 15 مليون حاوية و35 مليون طن من الشحنات العامة بحلول عام 2030. تضم محطة الحاويات شبه الآلية الوحيدة في المنطقة بعض من أكبر الرافعات الآلية في العالم وغيرها من معدات مناولة الحاويات.
بعد أن بلغت 905 ألف حاوية نمطية في عام 2013 فإنه يتوقع أن ترتفع حركة الحاويات في ميناء خليفة من 17 في المئة إلى حوالي 1.1 مليون حاوية نمطية بحلول نهاية عام 2014 بزيادة أخرى بنسبة 22 في المائة.

## مدينة خليفة الصناعية
التنويع الإقتصادي والصناعات التحويلية ذات القيمة المضافة والمكونات الأساسية لرؤية أبو ظبي الاقتصادية لعام 2030. أطلقت مدينة خليفة الصناعية مدينة خليفة الصناعية المنطقة (أ) التي تتألف من 51 كيلومتر مربع بينما بحلول عام 2030 فإن مدينة خليفة الصناعية المنطقة (أ) و(ب) سوف تشكل إحدى أكبر المناطق الصناعية في العالم بمساحة تبلغ 418 كيلومتر مربع.
بدأت شركة الإمارات للألمنيوم (إيمال) الاستثمار في مدينة خليفة الصناعية التي تهدف إلى أن تكون إحدى أكبر مصاهر الألومنيوم في موقع واحد في العالم ستبدأ عملياتها في عام 2009. الخدمات اللوجستية الجديدة من المتوقع أن تبدأ عملياتها من مدينة خليفة الصناعية في عام 2014 لمستثمري الصناعة التحويلية الثقيلة.